# Straßenlauf-Länderkampf der Männer 1982 Italien – BR Deutschland – Frankreich – Niederlande – Österreich – Schweiz
| 17. Leichtathletik-Länderkampf mit bundesdeutscher Beteiligung 1982                                          | 17. Leichtathletik-Länderkampf mit bundesdeutscher Beteiligung 1982 |
| --- | ------------------------------------------------------------------- |
| |                                                                     |
| Straßenlauf-Vergleich der Männer: Italien – BR Deutschland – Frankreich – Niederlande – Österreich – Schweiz |                                                                     |
| Austragungsort                                                                                               | Brescia                                                             |
| Wettbewerbe                                                                                                  | 1                                                                   |
| Datum | 8. August                                                           |
| 1. ITA 2. FRG 3. NLD 4. SUI 5. FRA 6. AUT                                                                    | Pzf.0 28 Pzf.0 41 Pzf.0 45 Pzf.0 46 Pzf.0 52 Pzf.0111               |
| Chronik |                                                                     |
| ← FRG-GBR-NOR-SWE-USA 00Geher (M)                                                                            | FRG-FRA Geher (M) →                                                 |

Der siebzehnte Vergleich des Länderkampfjahres 1982 war die einzige Begegnung der Straßenläufer in dieser Saison. Der inzwischen traditionelle Dreiervergleich zwischen der Schweiz, der Bundesrepublik Deutschland und den Niederlanden war schon im Vorjahr erweitert worden durch die Teilnahme von Italien und Österreich. Nun kam als sechster Teilnehmer noch Frankreich hinzu. Das Rennen wurde wieder wie üblich über 30, und nicht wie im letzten Jahr über 25 Kilometer ausgetragen. Gastgeber am 8. August war die italienische Stadt Brescia. Achtzehn Mal hatte es dieses Aufeinandertreffen als Dreiländerkampf gegeben. In den ersten elf Begegnungen hatten immer die bundesdeutschen Läufer vorne gelegen, doch von 1974 bis 1977 hatte sich vier Mal in Folge das Team aus der Schweiz vor der bundesdeutschen Mannschaft durchgesetzt. 1978 war diese Serie durch den zwölften Sieg des bundesdeutschen Teams gestoppt worden. 1979 hatten die niederländischen Läufer ihren ersten Sieg in diesen Dreiländerkämpfen feiern können. 1980 hatte mit dem insgesamt dreizehnten Erfolg in dieser Serie erneut das bundesdeutsche Team vorn gelegen und letztes Jahr hatte sich Neuling Italien durchgesetzt.

## Modus
Ausgetragen wurde ein Straßenlauf über 30 Kilometer. Jede Nation stellte maximal sechs Läufer, von denen die vier Besten über die Addition ihrer Zeiten gewertet wurden.

## Ergebnis
Die Einzelwertung gewann ein Niederländer mit mehr als einer Minute Vorsprung. In der Länderkampfwertung war Vorjahressieger Italien auch diesmal nicht zu schlagen Mit den Rängen zwei, drei, fünf und achtzehn siegte Italien mit Platzziffer 28. Die Bundesrepublik Deutschland kam mit Platzziffer 41 auf den zweiten Platz vor den Niederlanden (Pzf. 45) und der Schweiz (Pzf. 46). Die Ränge fünf und sechs belegten Frankreich (Pzf. 52) und Österreich (Pzf. 111).

## Legende
Kurze Übersicht zur Bedeutung der Symbolik – so üblicherweise auch in sonstigen Veröffentlichungen verwendet:
| DNF | nicht im Ziel (did not finish) |

## Resultat

### 30-km-Straßenlauf
| Platz | Athlet               | Land | Zeit (h) |
| ----- | -------------------- | ---- | -------- |
| 01    | Gerard Nijboer       | NLD  | 1:33:12  |
| 02    | Stefano Brunetti     | ITA  | 1:34:27  |
| 03    | Alessandro Rastello  | ITA  | 1:34:35  |
| 04    | Bernard Bobes        | FRA  | 1:34:55  |
| 05    | Vito Basiliano       | ITA  | 1:35:05  |
| 06    | Ralf Salzmann        | FRG  | 1:36:49  |
| 07    | Bernard Faure        | FRA  | 1:37:07  |
| 08    | Richard Umberg       | SUI  | 1:38:46  |
| 09    | Andreas Weniger      | FRG  | 1:38:59  |
| 10    | Peter Spahn          | FRG  | 1:39:15  |
| 11    | Peter Haid           | SUI  | 1:39:21  |
| 12    | Jacques Valentin     | NLD  | 1:39:24  |
| 13    | Josef Peter          | SUI  | 1:39:27  |
| 14    | Martin Küster        | SUI  | 1:39:28  |
| 15    | Gerrit van Essen     | NLD  | 1:39:33  |
| 16    | Udo Engelbrecht      | FRG  | 1:39:36  |
| 17    | Henk Mentink         | NLD  | 1:40:07  |
| 18    | Antonio Erovato      | ITA  | 1:40:32  |
| 19    | Jean Charbonnel      | FRA  | 1:40:46  |
| 20    | Arturo Jacona        | ITA  | 1:40:57  |
| 21    | Gerard Mentink       | NLD  | 1:42:10  |
| 22    | Jean Paul Le Gall    | FRA  | 1:42:37  |
| 23    | Josef Wiss           | SUI  | 1:42:59  |
| 24    | Werner Meyer         | SUI  | 1:43:44  |
| 25    | Ulrich Mattersberger | AUT  | 1:44:03  |
| 26    | Kees van der Heul    | NLD  | 1:44:40  |
| 27    | Erich Stelzmüller    | AUT  | 1:46:26  |
| 28    | François Thore       | FRA  | 1:47:27  |
| 29    | Josef Rosenthaler    | AUT  | 1:57:35  |
| 30    | Karl Benesch         | AUT  | 2:01:59  |
| DNF   | Sergio Gandaglia     | ITA  |          |
| DNF   | Günter Zahn          | FRG  |          |
| DNF   | Jürgen Dächert       | FRG  |          |
| DNF   | Didier Rousset       | FRA  |          |